# 天下三分の計 (プロレス興行)
天下三分の計（てんかさんぶのけい）は、大日本プロレス、DDTプロレスリング、KAIENTAI DOJOが同日、同会場で、それぞれ朝、昼、夜と大会を行うシリーズ興行。

## 概要
2007年6月25日、記者会見で大日本プロレス、DDTプロレスリング、KAIENTAI DOJOが集客面を競い合う他に経費を3分割して負担を無くす現実的意味合いを込めて開催された。

## 第1回興行

### 博多大会
- 日時 : 2007年10月7日
- 会場 : 博多スターレーン

| 大日本プロレス 観客数 : 390人                                             | 大日本プロレス 観客数 : 390人                                             | 大日本プロレス 観客数 : 390人                                             | DDTプロレスリング 観客数 : 401人            | DDTプロレスリング 観客数 : 401人         | DDTプロレスリング 観客数 : 401人  | KAIENTAI DOJO 観客数 : 409人      | KAIENTAI DOJO 観客数 : 409人        | KAIENTAI DOJO 観客数 : 409人      |
| 第1試合                                                                   | 第1試合                                                                   | 第1試合                                                                   | 第1試合                                     | 第1試合                                  | 第1試合                           | 第1試合                           | 第1試合                             | 第1試合                           |
| ○今井計                                                                   | 6分1秒 逆エビ固め                                                         | 大橋篤●                                                                   | ○佐藤悠己 安部行洋                          | 4分30秒 11分28秒 逆さ押さえ込み          | 諸橋晴也 諸橋正美●                | ○安沢たく                         | 9分19秒 コンバイン                  | ヒロ・トウナイ●                   |
| 第2試合                                                                   | 第2試合                                                                   | 第2試合                                                                   | 第2試合                                     | 第2試合                                  | 第2試合                           | 第2試合                           | 第2試合                             | 第2試合                           |
| ○大黒坊弁慶                                                               | 9分34秒 ランニングスプラッシュ                                            | 谷口裕一●                                                                 | 改造蛇人間ジャカイダー ○たっぷり!たらこマン | 6分8秒 たらこ包み固め                    | マッスル坂井 星誕期●              | Mr.X ○稲松三郎 山縣優             | 11分14秒 デスバレーボム             | 柏大五郎 梶ヤマト● アップルみゆき |
| 第3試合                                                                   | 第3試合                                                                   | 第3試合                                                                   | 第3試合                                     | 第3試合                                  | 第3試合                           | 第3試合                           | 第3試合                             | 第3試合                           |
| MEN'Sテイオー ○怨霊                                                       | 13分5秒 怨霊クラッチ                                                      | 小幡優作 クレイグ●                                                        | ○Koo                                        | 7分52秒 ハワイアンスプラッシュマウンテン | タノムサク鳥羽●                   | ○MIYAWAKI 谷嵜なおき              | 14分58秒 デスペナルティー           | 房総ボーイ雷斗● 房総ボーイレフト  |
| 第4試合                                                                   | 第4試合                                                                   | 第4試合                                                                   | 第4試合                                     | 第4試合                                  | 第4試合                           | 第4試合                           | 第4試合                             | 第4試合                           |
| 金村キンタロー ○マンモス佐々木                                            | 12分52秒 29歳                                                             | 関本大介 井上勝正●                                                        | KUDO ○ヤス・ウラノ                          | 14分46秒 ツームストーンパイルドライバー  | 近藤修司 A"ザ・ドラゴン"本多●     | ○JOE TAKAみちのく PSYCHO          | 22分42秒 スーパーポンプキック       | 火野裕士 大石真翔 旭志織●         |
| 第5試合 宮本裕向ヤンキー七番勝負第4戦 ランダムボックス&チェーンデスマッチ | 第5試合 宮本裕向ヤンキー七番勝負第4戦 ランダムボックス&チェーンデスマッチ | 第5試合 宮本裕向ヤンキー七番勝負第4戦 ランダムボックス&チェーンデスマッチ | 第5試合                                     | 第5試合                                  | 第5試合                           | 第5試合 STRONGEST-K TAG選手権試合 | 第5試合 STRONGEST-K TAG選手権試合   | 第5試合 STRONGEST-K TAG選手権試合 |
| ○葛西純                                                                   | 17分21秒 リバースタイガードライバー                                       | 宮本裕向●                                                                 | ○MIKAMI 美月凛音 アズール・ドラゴン         | 14分3秒 450°スプラッシュ                 | 高木三四郎 中澤マイケル● 松永智充 | ○円華 真霜拳號 （王者）           | 23分17秒 シューティングスタープレス | 筑前りょう太 KAZMA● （挑戦者）    |
| 第6試合 蛍光灯6人タッグデスマッチ                                         | 第6試合 蛍光灯6人タッグデスマッチ                                         | 第6試合 蛍光灯6人タッグデスマッチ                                         | 第6試合                                     | 第6試合                                  | 第6試合                           |                                   |                                     |                                   |
| ○アブドーラ小林 伊東竜二 シャドウWX                                       | 20分25秒 ダイビングバカチンガーエルボードロップ                           | 佐々木貴 "黒天使"沼澤邪鬼 MASADA●                                         | ○HARASHIMA 大鷲透                           | 16分46秒 蒼魔刀                          | 男色ディーノ● 飯伏幸太            |                                   |                                     |                                   |

### 札幌大会
- 日時 : 2007年10月28日
- 会場 : 札幌テイセンホール

| DDTプロレスリング 観客数 : 274人                                        | DDTプロレスリング 観客数 : 274人                                 | DDTプロレスリング 観客数 : 274人                                 | KAIENTAI DOJO 観客数 : 273人             | KAIENTAI DOJO 観客数 : 273人             | KAIENTAI DOJO 観客数 : 273人 | 大日本プロレス 観客数 : 364人                                            | 大日本プロレス 観客数 : 364人                                            | 大日本プロレス 観客数 : 364人                                            |
| 第1試合                                                                 | 第1試合                                                          | 第1試合                                                          | 第1試合                                  | 第1試合                                  | 第1試合                      | 第1試合                                                                  | 第1試合                                                                  | 第1試合                                                                  |
| ○マサ高梨                                                               | 8分13秒 タカタニック                                             | 趙雲子龍●                                                        | ○梶ヤマト 原田大輔                       | 8分46秒 スパイダーロック                 | 安沢たく ヒロ・トウナイ●     | ○今井計                                                                  | 8分36秒 片エビ固め                                                       | 大橋篤●                                                                  |
| 第2試合 室蘭ブル                                                        | 第2試合 室蘭ブル                                                 | 第2試合 室蘭ブル                                                 | 第2試合                                  | 第2試合                                  | 第2試合                      | 第2試合                                                                  | 第2試合                                                                  | 第2試合                                                                  |
| ○男色ディーノ                                                           | 11分3秒 男色ドライバー                                           | タノムサク鳥羽●                                                  | ○アップルみゆき                          | 7分24秒 ジャーマンスープレックスホールド | 中川ともか●                  | ○大黒坊弁慶                                                              | 10分15秒 尻餅式体固め                                                    | 谷口裕一●                                                                |
| 参加選手：三和太、星誕期、マッスル坂井、メカマミー、たっぷり!たらこマン |                                                                  |                                                                  | ○アップルみゆき                          | 7分24秒 ジャーマンスープレックスホールド | 中川ともか●                  | ○大黒坊弁慶                                                              | 10分15秒 尻餅式体固め                                                    | 谷口裕一●                                                                |
| 第3試合                                                                 | 第3試合                                                          | 第3試合                                                          | 第3試合                                  | 第3試合                                  | 第3試合                      | 第3試合                                                                  | 第3試合                                                                  | 第3試合                                                                  |
| ヤス・ウラノ ○斗猛矢                                                    | 16分29秒 変形SOD                                                 | 松永智充 中澤マイメル●                                           | ○谷嵜なおき MIYAWAKI                     | 12分56秒 インプラント                    | PSYCHO● 稲松三郎             | ○忍 MEN'Sテイオー                                                        | 14分12秒 S.E.X                                                           | グレイグ● 清水基嗣                                                       |
| 第4試合                                                                 | 第4試合                                                          | 第4試合                                                          | 第4試合                                  | 第4試合                                  | 第4試合                      | 第4試合 日米デスマッチファイター対決 ハードコアマッチ                    | 第4試合 日米デスマッチファイター対決 ハードコアマッチ                    | 第4試合 日米デスマッチファイター対決 ハードコアマッチ                    |
| Pトーゴー ○Koo                                                          | 16分36秒 TSUNAMI                                                 | 諸橋晴也 諸橋正美●                                               | TAKAみちのく ○JOE クワイエット・ストーム | 18分8秒 スーパーポンプキック             | 筑前りょう太 KAZMA 山縣優●   | ○シャドウWX                                                              | 16分57秒 ラリアット                                                      | MASADA●                                                                  |
| 第5試合 インディペンデント・ワールド・ジュニアヘビー級選手権試合        | 第5試合 インディペンデント・ワールド・ジュニアヘビー級選手権試合 | 第5試合 インディペンデント・ワールド・ジュニアヘビー級選手権試合 | 第5試合                                  | 第5試合                                  | 第5試合                      | 第5試合 宮本裕向ヤンキー七番勝負第4戦 有刺鉄線スパイダーネットデスマッチ | 第5試合 宮本裕向ヤンキー七番勝負第4戦 有刺鉄線スパイダーネットデスマッチ | 第5試合 宮本裕向ヤンキー七番勝負第4戦 有刺鉄線スパイダーネットデスマッチ |
| ○飯伏幸太（王者）                                                       | 19分25秒 ドラゴンスープレックスホールド                          | アントーニオ"ザ・ドラゴン"本多●（挑戦者）                        | ○真霜拳號 円華 房総ボーイ雷斗            | 22分35秒 垂直落下式ブレーンバスター      | 火野裕士 旭志織 大石真翔●    | ○金村キンタロー                                                          | 14分33秒 側頭部へのキック                                                | 宮本裕向●                                                                |
| 第6試合                                                                 | 第6試合                                                          | 第6試合                                                          |                                          |                                          |                              | 第6試合                                                                  | 第6試合                                                                  | 第6試合                                                                  |
| ○MIKAMI 高木三四郎 ポイズン澤田JULIE                                    | 13分00秒 ヴォルカニックボム                                      | 大鷲透 KUDO HARASHIMA●                                           |                                          |                                          |                              | ○関本大介 井上勝正                                                       | 20分21秒 ジャーマンスープレックスホールド                                | 小幡優作● 黒田哲広                                                       |
|                                                                         |                                                                  |                                                                  |                                          |                                          |                              | 第7試合 ダブルリング3WAYタッグデスマッチ                                 |                                                                          |                                                                          |
|                                                                         |                                                                  |                                                                  |                                          |                                          |                              | ○伊東竜二 気仙沼二郎                                                     | 19分41秒 ドラゴンスプラッシュ with 蛍光灯                                | アブドーラ小林● 佐々木貴                                                 |
|                                                                         |                                                                  |                                                                  |                                          |                                          |                              | もう1組は葛西純&"黒天使"沼澤邪鬼                                         |                                                                          |                                                                          |

- 博多大会と札幌大会の観客動員数最下位は無条件で千葉大会の朝興行になる。最下位はDDT（参加選手達の早朝出勤などを嫌がるため罰ゲームとなった）。

### 千葉大会
- 日時 : 2008年1月20日
- 会場 : 千葉Blue Field

| DDTプロレスリング 観客数 : 257人                                                                                | DDTプロレスリング 観客数 : 257人        | DDTプロレスリング 観客数 : 257人                  | KAIENTAI DOJO 観客数 : 199人                  | KAIENTAI DOJO 観客数 : 199人                  | KAIENTAI DOJO 観客数 : 199人                  | 大日本プロレス 観客数 : 199人          | 大日本プロレス 観客数 : 199人             | 大日本プロレス 観客数 : 199人          |
| 第1試合 DDT EXTREME選手権試合4WAYマッチ                                                                         | 第1試合 DDT EXTREME選手権試合4WAYマッチ | 第1試合 DDT EXTREME選手権試合4WAYマッチ           | 第1試合                                       | 第1試合                                       | 第1試合                                       | 第1試合                                | 第1試合                                   | 第1試合                                |
| ○男色ディーノ                                                                                                   | 43分14秒 添い寝固め                     | 星誕期●                                           | ○ヒロ・トウナイ 柏大五郎 川嵜きんたろー       | 9分8秒 腕固め                                 | アップルみゆき 山縣優 安沢たく●               | ○星野勘九郎                            | 6分44秒 逆エビ固め                        | 大橋篤●                                |
| 残りの挑戦者のマッスル坂井、MIYAWAKI ※誰も会場に到着しておらず到着するまで続行されて第3試合終了後決着がついた。 |                                         |                                                   | ○ヒロ・トウナイ 柏大五郎 川嵜きんたろー       | 9分8秒 腕固め                                 | アップルみゆき 山縣優 安沢たく●               | ○星野勘九郎                            | 6分44秒 逆エビ固め                        | 大橋篤●                                |
| 第2試合 | 第2試合                                 | 第2試合                                           | 第2試合                                       | 第2試合                                       | 第2試合                                       | 第2試合                                | 第2試合                                   | 第2試合                                |
| ○柿本大地 | 11分50秒 サソリ固め                     | 安部行洋●                                         | ○MIYAWAKI                                     | 2分19秒 デスペナルティー                      | 堀内和也●                                     | ○大黒坊弁慶 谷口裕一                   | 12分32秒 ランニングボディプレス           | MEN'Sテイオー 忍●                      |
| 第3試合 | 第3試合                                 | 第3試合                                           | 第3試合 3way                                  | 第3試合 3way                                  | 第3試合 3way                                  | 第3試合                                | 第3試合                                   | 第3試合                                |
| ディック東郷 大鷲透 ○諸橋晴也                                                                                   | 10分12秒 クリップラークロスフェイス     | 松永智充 諸橋正美● アントーニオ"ザ・ドラゴン"本多 | ○石坂鉄平                                     | 9分49秒 厠                                    | 梶ヤマト●                                     | ○金村キンタロー 小幡優作               | 10分20秒 デスバレーボム                   | 末吉利啓● GENTARO                      |
| ディック東郷 大鷲透 ○諸橋晴也                                                                                   | 10分12秒 クリップラークロスフェイス     | 松永智充 諸橋正美● アントーニオ"ザ・ドラゴン"本多 | もう1人は房総ボーイ雷斗                       |                                               |                                               | ○金村キンタロー 小幡優作               | 10分20秒 デスバレーボム                   | 末吉利啓● GENTARO                      |
| 第4試合 | 第4試合                                 | 第4試合                                           | 第4試合                                       | 第4試合                                       | 第4試合                                       | 第4試合                                | 第4試合                                   | 第4試合                                |
| ポイズン澤田JULIE ○高木三四郎 タノムサク鳥羽                                                                    | 12分9秒 体固め                          | マサ高梨 中澤マイケル● 矢郷良明                   | 旭志織 大石真翔 ○谷嵜なおき                   | 13分49秒 カサノヴァ                           | 十嶋くにお 稲松三郎 滝澤大志●                 | ○佐々木貴                              | 14分53秒 右腕                             | 井上勝正●                              |
| 第5試合 | 第5試合                                 | 第5試合                                           | 第5試合 KAIENTAI DOJOという名のタッグリーグ戦 | 第5試合 KAIENTAI DOJOという名のタッグリーグ戦 | 第5試合 KAIENTAI DOJOという名のタッグリーグ戦 | 第5試合                                | 第5試合                                   | 第5試合                                |
| ○KUDO ヤス・ウラノ                                                                                              | 16分30秒 ジャックナイフ                 | HARASHIMA● 飯伏幸太                               | 真霜拳號 ○円華                                | 16分46秒 ランヒェイ                           | Mr.X PSYCHO●                                  | ○関本大介 佐々木義人 (プロレスラー)    | 12分52秒 ジャーマンスープレックスホールド | アブドーラ小林● マンモス佐々木         |
| |                                         |                                                   | 第6試合 KAIENTAI DOJOという名のタッグリーグ戦 | 第6試合 KAIENTAI DOJOという名のタッグリーグ戦 | 第6試合 KAIENTAI DOJOという名のタッグリーグ戦 | 第6試合 有刺鉄線ボードダッグデスマッチ | 第6試合 有刺鉄線ボードダッグデスマッチ    | 第6試合 有刺鉄線ボードダッグデスマッチ |
| |                                         |                                                   | KAZMA ○火野裕士                               | 17分37秒 パワーボム                           | TAKAちみのく JOE●                             | ○シャドウWX 伊東竜二                   | 18分32秒 ラリアット                       | 宮本裕向● "黒天使"沼澤邪鬼             |

ちゃんこ三分の計
- その日に同時開催された1日を通した各プロレス団体の、ちゃんこ鍋の味を競う。
- 売上対決は1位：DDTの猪熊裕介（406）、2位：K-DOJOの石坂鉄平（312）、3位：大日本のシャドウWX（代役：大橋篤）（296）になった。
- 後日、この大会で金村キンタローによる女性スタッフ強制猥褻事件が公に発覚。大日本とアパッチプロレス軍は勿論、プロレス界全体の混乱を招いた。

## 第2回興行

### 札幌大会
- 日時 : 2008年10月13日
- 会場 : 札幌テイセンホール

| KAIENTAI DOJO 観客数 : 172人                                     |                                    |                          |
| 第1試合 山縣優復帰戦                                             |                                    |                          |
| ○山縣優 中川ともか                                               | 10分31秒 復活                      | アップルみゆき● 梶ヤマト |
| 第2試合                                                          |                                    |                          |
| ○KAZMA                                                           | 10分14秒 AXボンバー                | クワイエット・ストーム●  |
| 第3試合 タッグ最強への道五番勝負第1戦                            |                                    |                          |
| ヒロ・トウナイ ○滝澤大志                                         | 11分16秒 タイガードライバー        | 房総ボーイ雷斗● 円華     |
| 第4試合                                                          |                                    |                          |
| 十嶋くにお ○柏大五郎                                             | 13分44秒 ダイビングヘッドバット    | 火野裕士 旭志織●         |
| 第5試合 インディペンデント・ワールド・ジュニアヘビー級選手権試合 |                                    |                          |
| ○大石真翔 （王者）                                               | 9分54秒 直伝トルネードクラッチ     | TAKAみちのく● （挑戦者） |
| 第6試合 NWA UNヘビー級選手権試合                                 |                                    |                          |
| ○真霜拳號 （王者）                                               | 19分6秒 垂直落下式ブレーンバスター | JOE● （挑戦者）          |

| 大日本プロレス 観客数 : 288人        |                                                  |                            |
| 第1試合 エキシビションマッチ         |                                                  |                            |
| 大橋篤                               |                                                  | 河上隆一                   |
| 第2試合                              |                                                  |                            |
| ○大黒坊弁慶                          | 9分5秒 ランニングボディプレス                    | 谷口裕一●                  |
| 第3試合                              |                                                  |                            |
| ○関本大介 井上勝正                   | 11分42秒 変形デスバレーボム                      | 石川晋也● 岡林裕二         |
| 第4試合 ハードコアタッグマッチ       |                                                  |                            |
| ○伊東竜二 木高イサミ                 | 18分57秒 ドラゴンスプラッシュ with テーブル+イス | アブドーラ小林 星野勘九郎● |
| 第5試合 ハードコアタッグマッチ       |                                                  |                            |
| "黒天使"沼澤邪鬼 ○葛西純             | 17分40秒 リバースタイガードライバー              | MEN'Sテイオー 山川竜司●    |
| 第6試合 蛍光灯ボードタッグデスマッチ |                                                  |                            |
| ジ・ウィンガー ○シャドウWX           | 21分15秒 ラリアット                              | 佐々木貴 宮本裕向●         |

| DDTプロレスリング 観客数 : 226人                                      |                                   |                          |
| 第1試合 ディザスターBOX復活!                                          |                                   |                          |
| ○HARASHIMA 大鷲透                                                     | 12分47秒 蒼魔刀                   | ヤス・ウラノ 安部行洋●   |
| 第2試合 北海道産地直送!これが北のプロレスだ!                          |                                   |                          |
| ○斗猛矢 ぴったり!時計台男                                             | 12分44秒 花びら回転ラリアット     | 諸橋晴也 三和太●         |
| 第3試合 スーサイド vs ヌルヌル                                        |                                   |                          |
| ○MIKAMI タノムサク鳥羽                                                | 11分26秒 450°スプラッシュ         | 中澤マイケル● 松永智充   |
| 第4試合 DDTイロモノ最強決定戦                                         |                                   |                          |
| ○男色ディーノ                                                         | 16分9秒 男色ドライバー            | ポイズン澤田JULIE●       |
| 第5試合 I4FM復活!並びに飯伏復帰戦                                     |                                   |                          |
| ○アントーニオ本多 フランチェスコ・トーゴー ササキ・アンド・ガッパーナ | 12分00秒 イタリアンインパクト     | KUDO 飯伏幸太 マサ高梨●  |
| 第6試合 DDT EXTREME級選手権試合                                       |                                   |                          |
| ○高木三四郎 （王者）                                                  | 19分39秒 シットダウンひまわりボム | マッスル坂井● （挑戦者） |

### 神戸大会
- 日時 : 2008年11月23日
- 会場 : 神戸サンボーホール

| DDTプロレスリング 観客数 : 208人                                                   |                               |                                                |
| 第1試合 神戸初反乱                                                                 |                               |                                                |
| ○MIKAMI 松永智充 安部行洋                                                          | 10分43秒 450°スプラッシュ     | 星誕期 内田祥一 マサ高梨●                      |
| 第2試合 2008変態の乱勃発!神戸変態討伐十字軍結成! 敗者DDT追放マッチ                 |                               |                                                |
| 中澤マイケル ○佐藤光留                                                             | 1分12秒 ローキック            | 塩田英樹、244● with 高木三四郎                 |
| 再試合                                                                             |                               |                                                |
| ○中澤マイケル 佐藤光留                                                             | 1分16秒 スリーパーホールド    | 塩田英樹、244● with 高木三四郎                 |
| 再々試合                                                                           |                               |                                                |
| ×中澤マイケル 佐藤光留                                                             | 9分1秒 没収試合               | 塩田英樹、244× with高木三四郎                  |
| ※試合後、ジャンケンにより244が追放。                                               |                               |                                                |
| 第3試合 神戸三大決戦!トレス                                                        |                               |                                                |
| ○KUDO                                                                              | 11分3秒 回転足折り固め        | ポイズン澤田JULIE●                             |
| 第4試合 神戸三大決戦!ドス                                                          |                               |                                                |
| ○HARASHIMA                                                                         | 12分48秒 蒼魔刀               | 諸橋晴也●                                      |
| 第5試合 神戸三大決戦!ウノ                                                          |                               |                                                |
| ○大鷲透                                                                            | 13分56秒 パワーボム           | ヤス・ウラノ●                                  |
| 第6試合 イタリア軍神戸初上陸!                                                      |                               |                                                |
| ○フランチェスコ・トーゴー ピザみちのく アントーニオ本多 ササキ・アンド・ガッパーナ | 15分23秒 イタリアンインパクト | 高木三四郎 男色ディーノ マッスル坂井 マサ高梨● |

| KAIENTAI DOJO 観客数 : 190人                                     |                                           |                         |
| 第1試合                                                          |                                           |                         |
| ○瀧澤大志                                                        | 8分52秒 ダブルチョップ                    | ランディ拓也●           |
| 第2試合                                                          |                                           |                         |
| 房総ボーイ雷斗 山縣優                                            | 菊タローのワガママによるカード変更        | 菊タロー アップルみゆき |
| 房総ボーイ雷斗 ○アップルみゆき                                   | 14分43秒 ジャーマンスープレックスホールド | 菊タロー● 山縣優        |
| 第3試合                                                          |                                           |                         |
| ○MIYAWAKI                                                        | 10分23秒 デスペナルティー                 | 藤澤忠伸●               |
| 第4試合                                                          |                                           |                         |
| 火野裕士 ○KAZMA 旭志織                                           | 16分3秒 AXボンバー                        | Mr.X 稲松三郎● PSYCHO   |
| 第5試合 インディペンデント・ワールド・ジュニアヘビー級選手権試合 |                                           |                         |
| ○大石真翔 （王者）                                               | 14分30秒 直伝トルネードクラッチ           | 小峠篤司● （挑戦者）    |
| 第6試合 スペシャルダックマッチ                                   |                                           |                         |
| ○JOE TAKAみちのく                                                | 19分42秒 スーパーポンプキック             | 円華● 真霜拳號          |

| 大日本プロレス 観客数 : 197人  |                                           |                                     |
| 第1試合                        |                                           |                                     |
| ○原田大輔 タダスケ             | 10分48秒 逆エビ固め                       | 井上勝正 大橋篤●                    |
| 第2試合                        |                                           |                                     |
| ○ミラクルマン 大黒坊弁慶       | 14分28秒 ミラクルドライバー               | 谷口裕一 松山勘十郎●                |
| 第3試合 ハードコアマッチ       |                                           |                                     |
| ○MASADA                        | 11分34秒 スカルファッカーバスター         | 清水基嗣●                           |
| 第4試合                        |                                           |                                     |
| ○関本大介 岡林裕二             | 12分30秒 ジャーマンスープレックスホールド | 佐々木義人 (プロレスラー) 石川晋也● |
| 第5試合 ハードコアタッグマッチ |                                           |                                     |
| "黒天使"沼澤邪鬼 ○葛西純       | 13分50秒 パールハーバースプラッシュ       | アブドーラ小林 星野勘九郎●          |
| 第6試合 蛍光灯タッグデスマッチ |                                           |                                     |
| 伊東竜二 ○シャドウWX           | 20分37秒 垂直落下式ブレーンバスター       | 佐々木貴 宮本裕向●                  |

### 博多大会
- 日時 : 2008年12月14日
- 会場 : 博多スターレーン

| 大日本プロレス 観客数 : 339人                                   |                                          |                                     |
| 第1試合                                                         |                                          |                                     |
| ○田中純二                                                       | 8分55秒 チキンウィングアームロック       | 河上隆一●                           |
| 第2試合                                                         |                                          |                                     |
| ○井上勝正                                                       | 9分56秒 ダンビングヘッドバット           | 岡林裕二●                           |
| 第3試合                                                         |                                          |                                     |
| ○谷口裕一 星野勘九郎                                            | 12分24秒 横入りエビ固め                  | 大黒坊弁慶 大橋篤●                  |
| 第4試合 デスマッチハイスクール 理事長&ガイジン教師 vs 校長&教頭 |                                          |                                     |
| ○葛西純 "黒天使"沼澤邪鬼                                        | 15分56秒 横入りエビ固め                  | MEN'Sテイオー MASADA●               |
| 第5試合                                                         |                                          |                                     |
| 伊東竜二 ○関本大介                                              | 13分4秒 ジャーマンスープレックスホールド | 佐々木義人 (プロレスラー) 石川晋也● |
| 第6試合 蛍光灯タッグデスマッチ                                  |                                          |                                     |
| ●アブドーラ小林 シャドウWX                                      | 16分23秒 ムーンサルトプレス with 蛍光灯  | 佐々木貴 宮本裕向○                  |

| DDTプロレスリング 観客数 : 311人                                               |                                           |                               |
| 第1試合 ササキくんのまもるもせめるも                                           |                                           |                               |
| ▲男色ディーノ                                                                  | 10分2秒 両者KO                            | ササキ・アンド・ガッパーナ▲   |
| 第2試合 変態祇園山笠祭りだワッショイワッショイ! アキレス腱固め決め技限定マッチ |                                           |                               |
| ×中澤マイケル 佐藤光留                                                         | 9分5秒 没収試合（変態行為）               | マッスル坂井 諸橋晴也×        |
| 第3試合 遺恨清算最終血戦完全決着                                               |                                           |                               |
| ○たっぷり!たらこマン                                                           | 4分38秒 たら小包み固め                    | ぴったり!時計台男●            |
| 第4試合 九州男児は東京モンには負けられんとです                                 |                                           |                               |
| ○アズール・ドラゴン MIKAMI 美月凛音                                            | 12分58秒 ジャーマンスープレックスホールド | 安部行洋● 松永智充 KUDO       |
| 第5試合 高木三四郎、ミスター雁之助と初めて対決す!                              |                                           |                               |
| ○ミスター雁之助 ヤス・ウラノ                                                   | 16分59秒 ファイヤーサンダー               | 高木三四郎 ポイズン澤田JULIE● |
| 第6試合 DDTが今お届けできる渾身のタッグマッチ                                  |                                           |                               |
| フランチェスコ・トーゴー ●アントーニオ本多                                     | 16分42秒 蒼魔刀                           | HARASHIMA○ 大鷲透             |

| KAIENTAI DOJO 観客数 : 368人      |                                     |                             |
| 第1試合                           |                                     |                             |
| ○十嶋くにお Mr.X                  | 9分33秒 バックドロップ              | 滝澤大志 関根龍一●          |
| 第2試合                           |                                     |                             |
| ○田中純二                         | 7分45秒 キャメルクラッチ            | ランディ拓也●               |
| 第3試合                           |                                     |                             |
| ○山縣優                           | 7分0秒 完結                         | バンビ●                     |
| 第4試合                           |                                     |                             |
| ○稲松三郎                         | 10分56秒 デスバレーボム             | 房総ボーイ雷斗●             |
| 第5試合                           |                                     |                             |
| ○真霜拳號 YOSHIYA 筑前りょう太    | 20分54秒 垂直落下式ブレーンバスター | MIYAWAKI● 火野裕士 KAZMA    |
| 第6試合 STRONGEST-K TAG選手権試合 |                                     |                             |
| ●JOE TAKAみちのく （王者）        | 21分12秒 サボテンの花               | 大石真翔○ 旭志織 （挑戦者） |
| 大石組が第11代王者となる。        |                                     |                             |

- 全日程の観客動員数は大日本：824人、DDT：745人、K-DOJO：730人。最下位のK-DOJOは1位の大日本の興行権を購入して2位のDDTの選手を使って興行をプロデュースする。

### 三位一体の術
第2回は各大会それぞれの前日に地方都市にて開催される3団体ミックスによる興行（各団体提供マッチ+団体ミックスドマッチ）。
| 第1試合 大日本プロレス提供試合                   |                                |                                  |
| ○石川晋也                                        | 6分27秒 キャメルクラッチ       | 岡林裕二●                        |
| 第2試合 DDTプロレスリング提供試合                |                                |                                  |
| ○男色ディーノ                                    | 10分23秒 男色ドライバー        | タノムサク鳥羽●                  |
| 第3試合 KAIENTAI DOJO提供試合                    |                                |                                  |
| ○火野裕士                                        | 9分27秒 パワーボム             | ヒロ・トウナイ●                  |
| 第4試合 大日本プロレス提供蛍光灯タッグデスマッチ |                                |                                  |
| ○佐々木貴 宮本裕向                               | 14分31秒 右脚 with 蛍光灯      | "黒天使"沼澤邪鬼 アブドーラ小林● |
| 第5試合 DDTプロレスリング提供試合                |                                |                                  |
| KUDO ○ヤス・ウラノ                               | 13分8秒 ジャックナイフ         | ポイズン澤田JULIE 中澤マイケル●  |
| 第6試合 KAIENTAI DOJO提供試合                    |                                |                                  |
| ○TAKAみちのく JOE                                | 16分2秒 ジャストフェイスロック | 旭志織 大石真翔●                 |
| 第7試合 3団体混成マッチ                          |                                |                                  |
| 真霜拳號 ○HARASHIMA 円華                         | 19分29秒 蒼魔刀                | 伊東竜二 関本大介 マサ高梨●      |

| 大日本プロレス提供試合                           |                                                 |                              |
| ○佐々木義人 (プロレスラー)                       | 7分41秒 逆片エビ固め                            | 石川晋也●                    |
| DDTプロレスリング提供試合                        |                                                 |                              |
| ○アントーニオ本多                                | 7分49秒 横入りエビ固め                          | 中澤マイケル●                |
| 第3試合 KAIENTAI DOJO提供試合                    |                                                 |                              |
| ○TAKAみちのく                                    | 9分59秒 ジャストフェイスロック                  | 房総ボーイ雷斗●              |
| 第4試合 大日本プロレス提供蛍光灯タッグデスマッチ |                                                 |                              |
| 佐々木貴 ●宮本裕向                               | 14分36秒 パールハーバースプラッシュ with 蛍光灯 | "黒天使"沼澤邪鬼 葛西純○     |
| 第5試合 DDTプロレスリング提供試合                |                                                 |                              |
| MIKAMI ●マサ高梨                                 | 16分24秒 横入りエビ固め                         | 男色ディーノ マッスル坂井○   |
| 第6試合 KAIENTAI DOJO提供試合                    |                                                 |                              |
| 真霜拳號 ●滝澤大志                               | 16分23秒 チョークスラム                         | 火野裕士 KAZMA○              |
| 第7試合 3団体選抜イケメンvsブサイク全面対抗戦!   |                                                 |                              |
| 高木三四郎 アブドーラ小林 ●稲松三郎              | 13分12秒 伊東竜二のドラゴンスプラッシュ         | 伊東竜二 HARASHIMA 大石真翔○ |

| 大日本プロレス提供試合                           |                                         |                              |
| ○佐々木義人 (プロレスラー)                       | 9分20秒 逆片エビ固め                    | 岡林裕二●                    |
| 第2試合 DDTプロレスリング提供試合                |                                         |                              |
| ×諸橋晴也 マサ高梨                               | 12分15秒 没収試合（李日韓の暴走）       | 中澤マイケル 佐藤光留×       |
| 第3試合 KAIENTAI DOJO提供試合                    |                                         |                              |
| ○KAZMA                                           | 9分20秒 チョークスラム                  | 房総ボーイ雷斗●              |
| 第4試合 DDTプロレスリング提供試合                |                                         |                              |
| ○ポイズン澤田JULIE                               | 8分1秒 横入りエビ固め                   | 男色ディーノ●                |
| もう1人はKUDO                                    |                                         |                              |
| 第5試合 KAIENTAI DOJO提供試合                    |                                         |                              |
| JOE ●滝澤大志                                    | 16分27秒 パワーボム                     | 火野裕士○ 大石真翔           |
| 第6試合 3団体混同6人タッグマッチ                 |                                         |                              |
| ▲高木三四郎 伊東竜二 TAKAみちのく                | 時間切れ引き分け                        | 真霜拳號 HARASHIMA▲ 関本大介 |
| 第6試合 大日本プロレス提供蛍光灯タッグデスマッチ |                                         |                              |
| 佐々木貴 ○宮本裕向                               | 16分41秒 ムーンサルトプレス with 蛍光灯 | MASADA● 葛西純               |

## 第3回興行

### 博多大会
- 日時 : 2009年12月13日
- 会場 : 博多スターレーン

| KAIENTAI DOJO 観客数 : 322人                                | KAIENTAI DOJO 観客数 : 322人                                | KAIENTAI DOJO 観客数 : 322人                                | DDTプロレスリング 観客数 : 337人                      | DDTプロレスリング 観客数 : 337人                      | DDTプロレスリング 観客数 : 337人                      | 大日本プロレス 観客数 : 360人                            | 大日本プロレス 観客数 : 360人                            | 大日本プロレス 観客数 : 360人                            |
| 第1試合                                                     | 第1試合                                                     | 第1試合                                                     | 第1試合 ハンディキャップマッチ                        | 第1試合 ハンディキャップマッチ                        | 第1試合 ハンディキャップマッチ                        | 第1試合                                                  | 第1試合                                                  | 第1試合                                                  |
| ○滝澤大志 十嶋くにお PSYCHO                                 | 13分48秒 タイガードライバー                                 | 関根龍一● 山縣優 YOSHIYA                                    | ○男色ディーノ                                         | 4分30秒 ホモイェ                                      | 安部行洋 高尾蒼馬 大家健●                             | ○塚本拓海 グレイグ                                       | 8分5秒 逆さ押さえ込み                                    | 河上隆一 橋本和樹●                                       |
| 第2試合                                                     | 第2試合                                                     | 第2試合                                                     | 第2試合                                               | 第2試合                                               | 第2試合                                               | 第2試合                                                  | 第2試合                                                  | 第2試合                                                  |
| ○房総ボーイ雷斗                                             | 6分12秒 外道クラッチ                                        | バンビ●                                                     | ○美月凛音                                             | 7分48秒 ジャーマンスープレックスホールド              | マッスル坂井 谷口智一●                                | 谷口裕一 ○MEN'Sテイオー                                  | 5分51秒 ミラクルエクスタシー                             | 大黒坊弁慶 大橋篤●                                       |
| 第3試合                                                     | 第3試合                                                     | 第3試合                                                     | 第3試合 アズール・ドラゴン青い否妻七番勝負第1戦       | 第3試合 アズール・ドラゴン青い否妻七番勝負第1戦       | 第3試合 アズール・ドラゴン青い否妻七番勝負第1戦       | 第3試合 ストリートファイトタッグデスマッチ               | 第3試合 ストリートファイトタッグデスマッチ               | 第3試合 ストリートファイトタッグデスマッチ               |
| JOE ○TAKAみちのく                                           | 14分54秒 みちのくドライバーII                               | 田中純二 若鷹ジェット信介●                                  | ○フランチャスコ・トーゴー                             | 10分39秒 リバースDDT                                  | A・ドラゴン●                                          | ○葛西純 "黒天使"沼澤邪鬼                                 | 14分58秒 デスペナルティー                                | 星野勘九郎● MASADA                                       |
| 第4試合 UWA世界ミドル級王座次期挑戦者決定トーナメント決勝戦 | 第4試合 UWA世界ミドル級王座次期挑戦者決定トーナメント決勝戦 | 第4試合 UWA世界ミドル級王座次期挑戦者決定トーナメント決勝戦 | 第4試合                                               | 第4試合                                               | 第4試合                                               | 第4試合 BJW認定タッグ選手権試合                          | 第4試合 BJW認定タッグ選手権試合                          | 第4試合 BJW認定タッグ選手権試合                          |
| ○梶トマト                                                   | 15分52秒 レッドアイ                                         | 佐藤悠己●                                                   | 大鷲透 ○HARASHIMA                                     | 14分42秒 蒼魔刀                                       | MIKAMI 伊橋剛太●                                      | ○石川晋也 佐々木義人 (プロレスラー)                      | 18分29秒 ランニングエルボーパット                        | 関本大介 岡林裕二●                                       |
| 第5試合 イリミネーション8人タッグマッチ                     | 第5試合 イリミネーション8人タッグマッチ                     | 第5試合 イリミネーション8人タッグマッチ                     | 第5試合 KO-Dタッグ選手権試合トリプルスレットマッチ    | 第5試合 KO-Dタッグ選手権試合トリプルスレットマッチ    | 第5試合 KO-Dタッグ選手権試合トリプルスレットマッチ    | 第5試合 BJWデスマッチ三分の計 蛍光灯3wayタッグデスマッチ | 第5試合 BJWデスマッチ三分の計 蛍光灯3wayタッグデスマッチ | 第5試合 BJWデスマッチ三分の計 蛍光灯3wayタッグデスマッチ |
| ○大石真翔 旭志織 稲松三郎 MIYAWAKI                          | 33分48秒 直伝トルネードクラッチ                             | 真霜拳號● KAZMA 柏大五郎 ヒロ・トウナイ                     | ○ヤス・ウラノ KUDO                                    | 16分36秒 ツームストーンパイルドライバー               | マサ高梨● 佐藤光留                                    | ○伊東竜二 佐々木貴                                       | 14分34秒 ドラゴンスプラッシュ with 蛍光灯                | シャドウWX アブドーラ小林●                               |
|                                                             |                                                             |                                                             | もう1組は アントーニオ本多&ササキ・アンド・ガッハーナ | もう1組は アントーニオ本多&ササキ・アンド・ガッハーナ | もう1組は アントーニオ本多&ササキ・アンド・ガッハーナ | もう1組は 宮本裕向&木高イサミ                            | もう1組は 宮本裕向&木高イサミ                            | もう1組は 宮本裕向&木高イサミ                            |
|                                                             |                                                             |                                                             | 第6試合 エニウェアフォール4WAYマッチ                  |                                                       |                                                       |                                                          |                                                          |                                                          |
|                                                             |                                                             |                                                             | ○飯伏幸太                                             | 19分25秒 フェニックススプラッシュ                     | 高木三四郎● 中澤"CEO"マイケル 石井慧介                |                                                          |                                                          |                                                          |

### 天下三分の計 大晦日年越しスペシャル
| ダーク・マッチ 〜インターナショナルワールドワイド6人タッグマッチ〜フレッシュ!スマッシュ!リフレッシュ! 15分1本勝負 |                                                   |                                                                                |
| 橋本和樹 ○関根龍一 高尾蒼馬 | 8分53秒 コンバイン                                | ササキ・アンド・ガッバーナ クレイグ キム・ナムソク●                            |
| 第1試合 アントーニオ本多プロデュースマッチ〜ザ・ブラインドマンルール〜 20分1本勝負 |                                                   |                                                                                |
| ●アントーニオ本多 | 8分7秒 ブラインドタカタニック                     | マサ高梨○                                                                      |
| 第2試合 D-DASHプロデュースマッチ 20分1本勝負 |                                                   |                                                                                |
| 大橋篤 ●河上隆一 | vs 11分23秒 ラリアット                            | 岡林裕二○ 塚本拓海                                                             |
| 第3試合 バンビ・プロデュースマッチ「バンビ様とお呼び！」勝ち抜け4WAYタッグマッチ 20分1本勝負 |                                                   |                                                                                |
| ●房総ボーイ雷斗 梶トマト | 4分58秒 タイガードライバー                        | 滝澤大志○ ランディ拓也                                                         |
| 勝ち抜け組は十嶋くにお&PYSCHO、YOSHIYA&山縣優 |                                                   |                                                                                |
| 第4試合 ナウリーダー vs ニューリーダー 5対5イリミネーションマッチ 30分1本勝負 |                                                   |                                                                                |
| ●TAKAみちのく アブドーラ・小林 高木三四郎 ポイズン澤田JULIE MEN'Sテイオー 【ナウリーダー】 | 14分30秒 横入りエビ固め 4-5                       | グレート小鹿○ マイティ井上 タイガー戸口 鶴見五郎 グラン浜田 【ニューリーダー】 |
| 第5試合 飯伏幸太プロデュース -ストリートファイト・エニウェアフォール・サンダーファイアー・フォール 4WAYマッチ- 30分1本勝負 |                                                   |                                                                                |
| ○男色ディーノ | 13分7秒 男色ドライバー・オン・ステージ            | 中澤マイケル●                                                                  |
| 残りは、飯伏幸太、ケニー・オメガ |                                                   |                                                                                |
| 第6試合 KAIENTAI DOJO提供試合 Ω vs モンスタープラント6人タッグマッチ 30分1本勝負 |                                                   |                                                                                |
| ○稲松三郎 旭志織 MIYAWAKI | 13分19秒 デスバレーボム                           | 真霜拳號 柏大五郎 ヒロ・トウナイ●                                              |
| 第7試合 大日本プロレス提供試合 アブドーラ小林プロデュース3WAY蛍光灯タッグデスマッチ 30分1本勝負 |                                                   |                                                                                |
| 宮本裕向 竹田誠志 ●木高イサミ | 10分57秒 ドラゴンスプラッシュ・オン・ザ・蛍光灯束 | 伊東竜二○ シャドウWX "黒天使"沼澤邪鬼                                          |
| 残りは佐々木貴&葛西純&ジ・ウインガー |                                                   |                                                                                |
| メインイベント 3団体混成マッチ 30分1本勝負 |                                                   |                                                                                |
| ●関本大介 KAZMA KUDO | 21分30秒 スプラッシュマウンテン                   | 佐々木義人 (プロレスラー) 火野裕士 石川修司○                                   |
| 大ボーナストラック -108名参加年越しランブル- |                                                   |                                                                                |
| ○葛西純 | 85分12秒 パールハーバースプラッシュ               | ザ・グレート・キララ●                                                          |
| 参加者（入場順） 真霜拳號、安部行洋、ダークみやこマン、ウェスタンタイガー、オリエンタルドラゴン、タノムサク鳥羽、梶トマト、マスク・ド・ホルスタイン、バラモン・シュウ、滝澤大志、超雲子龍、十嶋くにお、"黒天使"沼澤邪鬼、星野勘九郎、バンビ、竹田誠志、ジ・ウィンガー、キム・ナムソク、みやこマン、グレート小鹿、塚本拓海、A・YAZAWA、関本大介、フランチェスコ・トーゴー、橋本和樹、高木三四郎、JOE、柏メガネ、悪くん、PSYCHO、ポイズン澤田JULIE、KUDO、アントーニオ本多、シャイニングタイガー、シャドウWX、きぼーるマン、旭志織、ヒロ・トウナイ、伊東竜二、MEN'Sテイオー、MIKAMI、MIYAWAKI、飯伏幸太、佐々木義人、伊橋剛太、マッドネスドラゴン、ヤス・ウラノ、大黒坊弁慶、石川修司、茂原七夕7、バラモン・ケイ、大鷲透、ササキ・アンド・ガッバーナ、ランディ拓也、クレイグ、シャイニングタイガー・ビッグバディ、大家健、落花生太郎、谷口智一、火野裕士、ブタ軍曹、改造蛇人間蛇カイダー、アブドーラ小林、中澤CEOマイケル、谷口裕一、石井慧介、マサ高梨、河上隆一、関根龍一、ヨツカイダー、ヨシヒコ、岡林裕二、宮本裕向、KAZMA、MASADA、西園寺ピエール、TAJIRI、ツョーン・マイケノレズ、TAKAみちのく、YOSHIYA、GLOBO仮面、マッドネスタイガー、澤田"マレンコ"篤男、葛西純、高木三四郎ビンセブン、O.K.Revolution、さとる、神戸メガネ、ケニー・オメガ、山縣優、桃鷲透、ペペみちのく、ザ・グレート・キララ、ゆうき、Hard core kid 狐次郎、マリーンズマスク、ディック東郷、男色ディーノ、佐々木大輔、松永智充、房総ボーイ雷斗、佐々木貴、ゆういち、柏大五郎、ロンドンキッド、大橋篤、高尾蒼馬、木高イサミ 1. 2. 3. 4. 5. 6. |                                                   |                                                                                |

- 2010個ドミノ倒し中継（大橋篤、中澤"CEO"マイケル、関根龍一）。

## 第4回興行

### 博多大会
- 日時 : 2010年12月12日
- 会場 : 博多スターレーン

| 大日本プロレス 観客数 : 464人                      | 大日本プロレス 観客数 : 464人                      | 大日本プロレス 観客数 : 464人                      | DDTプロレスリング 観客数 : 389人           | DDTプロレスリング 観客数 : 389人                   | DDTプロレスリング 観客数 : 389人         | KAIENTAI DOJO 観客数 : 327人              | KAIENTAI DOJO 観客数 : 327人        | KAIENTAI DOJO 観客数 : 327人        |
| オープニングタッグマッチ                           | オープニングタッグマッチ                           | オープニングタッグマッチ                           | 第1試合 博多4大シングルマッチ1             | 第1試合 博多4大シングルマッチ1                     | 第1試合 博多4大シングルマッチ1           | 第1試合                                   | 第1試合                             | 第1試合                             |
| 大黒坊弁慶 ×稲葉雅人                               | 9分57秒 ダイビングセントーン                       | 谷口裕一 星野勘九郎○                               | ×中澤マイケル                              | 9分13秒 とんこつ、もつ鍋、武田鉄矢エルボードロップ | ばってん多摩川○                          | 稲松三郎 ○関根龍一                        | 12分54秒 龍蹴斗                     | JOE ランディ拓也×                   |
| 第2試合 タッグマッチ                               | 第2試合 タッグマッチ                               | 第2試合 タッグマッチ                               | 第2試合 30分1本勝負                        | 第2試合 30分1本勝負                                | 第2試合 30分1本勝負                      | 第2試合 石橋葵再デビュー戦                | 第2試合 石橋葵再デビュー戦          | 第2試合 石橋葵再デビュー戦          |
| MEN'Sテイオー ○塚本拓海                            | 8分44秒 回転エビ固め                               | 大橋篤 橋本和樹×                                   | ○高木三四郎 入江茂弘                       | 9秒38秒 シットダウンひまわりボム                   | MIKAMI 美月凛音×                         | ○山縣優 バンビ                            | 11分39秒 逆エビ固め                 | 大石真翔 石橋葵×                    |
| 第3試合 有刺鉄線ボードタッグデスマッチ 30分1本勝負 | 第3試合 有刺鉄線ボードタッグデスマッチ 30分1本勝負 | 第3試合 有刺鉄線ボードタッグデスマッチ 30分1本勝負 | 第3試合 30分1本勝負                        | 第3試合 30分1本勝負                                | 第3試合 30分1本勝負                      | 第3試合                                   | 第3試合                             | 第3試合                             |
| ×伊東竜二 シャドウWX                               | 15分26秒 源之助クラッチ                            | 佐々木貴 アブドーラ小林○                           | ○ディック東郷 ヤス・ウラノ                 | 11分34秒 ダイビングセントーン                      | 大鷲透 平田一喜×                         | 火野裕士 ×マリーンズマスク めんたいキッド | 16分19秒 みちのくドライバーII       | TAKAみちのく○ 筑前りょう太 佐藤悠己 |
| 第4試合 タッグマッチ                               | 第4試合 タッグマッチ                               | 第4試合 タッグマッチ                               | 第4試合 博多4大シングルマッチ2             | 第4試合 博多4大シングルマッチ2                     | 第4試合 博多4大シングルマッチ2           | 第4試合                                   | 第4試合                             | 第4試合                             |
| 関本大介 ○石川晋也                                 | 14分17秒 ランニングエルボーバット                  | 佐々木義人 河上隆一×                               | ○HARASHIMA                                 | 6分55秒 蒼魔刀                                     | 石井慧介×                                | ○旭志織                                   | 21分51秒 阿吽                       | 若鷹ジェット信介×                   |
| 第5試合 蛍光灯タッグデスマッチ 30分1本勝負         | 第5試合 蛍光灯タッグデスマッチ 30分1本勝負         | 第5試合 蛍光灯タッグデスマッチ 30分1本勝負         | 第5試合 KO-Dタッグ選手権試合 60分1本勝負   | 第5試合 KO-Dタッグ選手権試合 60分1本勝負           | 第5試合 KO-Dタッグ選手権試合 60分1本勝負 | 第5試合 STRONGEST-K TAG選手権試合         | 第5試合 STRONGEST-K TAG選手権試合   | 第5試合 STRONGEST-K TAG選手権試合   |
| ○葛西純 "黒天使"沼澤邪鬼                           | 20分19秒 リバースタイガードライバー                | 竹田誠志× 木高イサミ                               | ○アントーニオ本多 佐々木大輔 （王者）      | 14分9秒 反則勝ち                                   | 高尾蒼馬× 松永智充 （挑戦者）            | HIROKI ○真霜拳號 （王者）                 | 22分51秒 垂直落下式ブレーンバスター | 滝澤大志 梶トマト× （挑戦者）       |
|                                                    |                                                    |                                                    | 第6試合 博多4大シングルマッチ3             |                                                    |                                          |                                           |                                     |                                     |
|                                                    |                                                    |                                                    | ×佐藤光留                                  | 13分33秒 ハイキック                                | KUDO○                                    |                                           |                                     |                                     |
|                                                    |                                                    |                                                    | 第7試合 博多4大シングルマッチ4 30分1本勝負 |                                                    |                                          |                                           |                                     |                                     |
|                                                    |                                                    |                                                    | ×飯伏幸太                                  | 16分7秒 ゲイ道クラッチ                             | 男色ディーノ○                            |                                           |                                     |                                     |

## 第5回興行

### 博多大会
- 日時 : 2011年12月11日
- 会場 : 博多スターレーン

## 第6回興行

### 博多大会
- 日時 : 2012年12月16日
- 会場 : 博多スターレーン

## 第7回興行

### 博多大会
- 日時 : 2013年12月15日
- 会場 : 博多スターレーン